# Neomodalisme
El mot neomodalisme fa referència a la tendència que van tenir alguns compositors del segle xx a fer servir els modes antics. Compositors com ara l'anglès Vaugahn Williams, el màxim exponent d'aquesta modalitat, van participar d'aquesta tendència.